# Нароты
Нароты́ (бел. Нараты́) — деревня в Сморгонском районе Гродненской области Белоруссии.
Входит в состав Вишневского сельсовета.
Расположена в северной части района, к юго-западу от озера Свирь и к северо-западу от одной из наивысших точек Свирской гряды — горы Маяковая (210,2 метра). Расстояние до районного центра Сморгонь по автодороге — около 38,5 км, до центра сельсовета агрогородка Вишнево по прямой — чуть менее 4,5 км. Ближайшие населённые пункты — Вольковщина, Горани, Свайгини. Площадь занимаемой территории составляет 0,2015 км², протяжённость границ 5340 м.

## История
Деревня отмечена на карте Шуберта (середина XIX века) под названием Нараты в составе Вишневской волости Свенцянского уезда Виленской губернии.
После Советско-польской войны, завершившейся Рижским договором, в 1921 году Западная Белоруссия отошла к Польской Республике и деревня была включена в состав новообразованной сельской гмины Свирь Свенцянского повета Виленского воеводства.
В 1938 году Нароты насчитывали 20 дымов (дворов) и 104 души.
В 1939 году, согласно секретному протоколу, заключённому между СССР и Германией, Западная Белоруссия оказалась в сфере интересов советского государства и её территорию заняли войска Красной армии. Деревня вошла в состав новообразованного Сморгонского района Вилейской области БССР. После реорганизации административного-территориального деления БССР деревня была включена в состав новой Молодечненской области в 1944 году. В 1960 году, ввиду новой организации административно-территориального деления и упразднения Молодечненской области, Нароты вошли в состав Гродненской области.

## Население
Согласно переписи население деревни в 1999 году насчитывало 21 человек.

## Транспорт
Грунтовой автодорогой местного значения Н20007 (длиной 1,7 км) Нароты связаны с деревней Вольковщина. Почти в километре восточнее деревни проходит автодорога республиканского значения Р95 Лынтупы — Свирь — Сморгонь — Крево — Гольшаны.